# Andropterum stolzii
Andropterum stolzii är en gräsart som först beskrevs av Pilg., och fick sitt nu gällande namn av Charles Edward Hubbard. Andropterum stolzii ingår i släktet Andropterum och familjen gräs. Inga underarter finns listade i Catalogue of Life.